# Azienda ospedaliera San Camillo-Forlanini
L'azienda ospedaliera San Camillo-Forlanini è un'azienda sanitaria pubblica di Roma, situata nel quartiere Gianicolense, nel territorio del Municipio XII.

## Storia
Nei primi del Novecento, il sindaco di Roma Ernesto Nathan (1845-1921) ebbe l'idea di creare un nuovo ospedale per i cittadini romani e nel 1919 l'amministrazione ospedaliera decise di avviarne i lavori. Per costruire l'ospedale, che fu chiamato in un primo momento "Ospedale della Vittoria", vennero utilizzati i terreni della Vigna di San Carlo di proprietà del Pio Istituto di Santo Spirito. I lavori furono affidati all'ingegnere Domenico Caterina, ma vennero interrotti nel 1922 per mancanza di fondi. La lavorazione su terreni collinosi comportava lo spostamento di molta terra e i costi per completare l'opera erano elevati.
Il cantiere riaprì il 15 settembre 1927 e i lavori furono sovvenzionati dal capo del governo Benito Mussolini (1883-1945), che stanziò 42 milioni di lire per completare l'opera. In questa seconda fase di progettazione intervenne l'architetto Emanuele Caniggia (1891-1986), il quale lavorò al completamento dell'ospedale dal 1928 fino alla sua ultimazione nell'ottobre 1929. L'ospedale fu inaugurato con il nome di "Ospedale del Littorio", che dopo la Seconda guerra mondiale venne sostituito con "Ospedale di San Camillo de Lellis", in onore del patrono dei malati, degli infermieri e degli ospedali.
Nel 1935 fu inaugurato al suo interno l'ospedale Lazzaro Spallanzani, che dal 1996 fu riconosciuto come autonomo IRCCS (istituto di ricovero e cura a carattere scientifico), mantenendo la propria sede dentro l'ospedale.
Inizialmente la struttura era composta da sei padiglioni che prendevano il nome da medici e chirurghi romani: tre di medicina, chiamati Baccelli, Cesalpino e Bassi; tre di chirurgia, detti Flaiani, Lancisi e Morgagni.
I lavori di ampliamento iniziarono negli anni Cinquanta, con l'aggiunta del reparto di cardiochirurgia, pediatria e traumatologia, e proseguirono negli anni successivi portando l'ospedale ad essere, negli anni Sessanta, tra i primi ospedali di Roma ad avere il reparto di rianimazione, l'unità coronarica e cardiochirurgica.
L'ospedale originario sotto il profilo giuridico subì diverse modifiche; tra queste vi fu l'unione con l'ospedale Carlo Forlanini, sotto il nome di azienda ospedaliera San Camillo-Forlanini.
Dal 2015 l'Ospedale Carlo Forlanini divenne proprietà della regione Lazio, il cui presidente Nicola Zingaretti dispose il trasferimento della maggior parte delle strutture e dei servizi all'ospedale San Camillo-Forlanini e alle strutture limitrofe.

## Caratteristiche

### Centro HUB
L'azienda ospedaliera San Camillo-Forlanini è inserita nel sistema sanitario regionale come centro HUB, con riferimento ai seguenti ambiti:
- emergenza: DEA di II livello
- perinatale: livello II
- rete emergenza pediatrica: HUB
- rete cardiologica: E+
- rete ictus: UTN II
- rete trauma: CTS
- rete laboratorista

### Centro regionale di trapianti e sangue
L'azienda ospedaliera è sede del centro regionale trapianti, per il trapianto di rene, fegato, midollo, cuore, pancreas e cellule pancreatiche, e del centro regionale sangue.

### Rete della solidarietà
Per sostenere i pazienti e i suoi familiari, all'interno dell'azienda ospedaliera operano diverse associazioni di volontariato, che costituiscono la "Rete della solidarietà", intesa come filiera di collaborazione tra i volontari e le figure professionali sanitarie.

## Struttura
La struttura degli edifici è organizzata in 14 padiglioni, dove sono distribuiti i reparti e le sedi dei servizi, e comprende un'area complessiva di 238.000 m²:
- Padiglione Antonini – fisiatria
- Padiglione Marchiafava – infettivologia e pneumologia
- Padiglione Morgagni – dermatologia, psicologia e disturbi dell'alimentazione
- Padiglione Lancisi – neurologia
- Padiglione Busi – MOC, radioterapia, mammografia, laser terapia e archivio radiologico, Ufficio Protocollo
- Padiglione Bassi – gastroenterologia, malattie del fegato
- Padiglione Cesalpino – ematologia
- Padiglione Baccelli – cardiochirurgia e degenze di chirurgia vascolare
- Padiglione Piastra – rianimazione, terapia intensiva, radiologia, ortopedia, poliambulatorio, pronto soccorso generale e pediatrico.
- Padiglione Sala – maternità e ostetricia
- Padiglione Maroncelli – diabetologia, endocrinologia, medicina interna, malattie del fegato
- Padiglione Malpighi – laboratorio di analisi
- Padiglione Puddu – cardiologia e ambulatorio di chirurgia vascolare, UOC Sistemi Informatici
- Padiglione Flaiani – oncologia-pediatria
- Padiglione Ex Casa Suore - UOC Politiche e Gestione delle Risorse Umane e UOC Economica Finanziaria
- Padiglione Mensa - UOC Affari Generali, UOC Acquisizione Beni e Servizi, UOC Economato
- Padiglione Ex Asilo Nido - Avvocatura Aziendale, UOC Patrimonio Edilizio, UOC Ingegneria Clinica

## Dipartimenti
I dipartimenti sono suddivisi in unità operative complesse (U.O.C.), unità operative semplici (U.O.S.) e unità operative semplici dipartimentali (U.O.S.D.).

### Dipartimento emergenza urgenza
- U.O.C. medicina d'urgenza - pronto soccorso - osservazione breve
- U.O.S. medicina d'urgenza
- U.O.S. pronto soccorso
- U.O.C. medicina interna I
- U.O.C. medicina interna II
- U.O.C. chirurgia generale e d'urgenza
- U.O.S.D. governo clinico in geriatria
- U.O.S.D. traumatologia
- U.O.S.D. stroke unit
- U.O.S.D. chirurgia ricostruttiva arti

### Dipartimento cardiovascolare e dei trapianti di cuore
- U.O.C. cardiologia I
- U.O.S. cardioaritmologia
- U.O.C. cardiologia II
- U.O.C. cardiologia interventistica
- U.O.C. chirurgia vascolare
- U.O.C. cardiochirurgia e dei trapianti di cuore
- U.O.S. follow up trapianti di cuore
- U.O.S.D. servizio di cardiologia
- U.O.S.D. percorsi cardiologici integrati
- U.O.S.D. diagnostica cuore
- U.O.S.D. angiologia

### Dipartimento neuroscienze, testa-collo, dell'apparato osteoarticolare e della riabilitazione
Area testa-collo:
- U.O.C. neurochirurgia
- U.O.C.otorinolaringoiatria
- U.O.C. maxillo-facciale
- U.O.C. oculistica
- U.O.S. emergenza in oculistica

Area della motricità:
- U.O.C. ortopedia
- U.O.C. neurologia e neurofisiopatologia
- U.O.C. reumatologia
- U.O.S.D. riabilitazione intensiva
- U.O.S.D. malattie degenerative sistema nervoso
- U.O.S.D. medicina dello sport

### Dipartimento medico-chirurgico dei percorsi integrati
Area malattie dell'apparato digerente, della nutrizione, endocrine e metaboliche:
- U.O.C. gastroenterologia riabilitativa
- U.O.S.D. dietologia e nutrizione
- U.O.S.D. malattie intestinali croniche
- U.O.S.D. endocrinologia
- U.O.S.D. colonproctologia
- U.O.S.D. diabetologia

Area oncologica:
- U.O.C. oncologia
- U.O.S. tumori della mammella
- U.O.S. DH oncologico
- U.O.C. ematologia, trapianto cellule staminali
- U.O.S. trapianto cellule staminali
- U.O.C. chirurgia plastica e ricostruttiva
- U.O.S.D. pneumologia ad indirizzo oncologico
- U.O.S.D. chirurgia oncologica della mammella
- U.O.S.D. diagnostica per immagini in senologia
- U.O.S.D. dermatologia

Area Forlanini, malattie del torace e dell'apparato respiratorio:
- U.O.C. broncopneumologia
- U.O.S. interstiziopatie polmonari
- U.O.S. riabilitazione respiratoria
- U.O.C. chirurgia toracica
- U.O.S.D. endoscopia toracica
- U.O.S.D. fisiopatologia respiratoria
- U.O.S.D. percorsi pneumologici integrati
- U.O.S.D. terapia sub-intensiva respiratoria (S.T.I.R.S.)

### Dipartimento salute donna e bambino
- U.O.C. ostetricia e ginecologia
- U.O.S. procreazione medicalmente assistita
- U.O.C.pediatria
- U.O.S. pronto soccorso pediatrico
- U.O.C. neonatologia e terapia intensiva neonatale
- U.O.C. chirurgia pediatrica
- U.O.S.D. ortodonzia ed odontoiatria pediatrica
- U.O.S.D. interruzioni volontarie di gravidanza
- U.O.S.D. colposcopia

### Dipartimento di anestesia, rianimazione e terapia del dolore
- U.O.C. anestesia e rianimazione I
- U.O.C. anestesia e rianimazione II, dipartimento neuroscienze, testa-collo, apparato osteo-articolare
- U.O.C. anestesia e rianimazione III, dipartimento cardio-toraco-vascolare e trapianti di cuore
- U.O.S.D. terapia del dolore
- U.O.S.D. anestesia e rianimazione, dipartimento salute donna e bambino

### Dipartimento prodotti intermedi
Area diagnostica per immagini, interventistica e radioterapia:
- U.O.C. diagnostica per immagini I - urgenza/emergenza
- U.O.C. diagnostica per immagini II - elezione
- U.O.S. diagnostica per immagini alta tecnologia
- U.O.S. diagnostica per immagini malattie torace e dell'apparato respiratorio
- U.O.C. fisica sanitaria
- U.O.C. medicina nucleare
- U.O.C.neuroradiologia
- U.O.C. radiologia interventistica
- U.O.C. radioterapia
- U.O.S.D. telemedicina, RIS, PACS e conservazione legale sostitutiva

Area sangue, organi e tessuti:
- U.O.C. patologia clinica
- U.O.C. microbiologia e virologia
- U.O.C. medicina trasfusionale e cellule staminali
- U.O.S. raccolta, produzione e validazione emocomponenti nell'area accentrata
- U.O.S. assistenza trasfusionale ed unità di crisi regionale in emergenza-urgenza
- U.O.C. anatomia ed istologia patologica
- U.O.S. anatomia ed istologia patologica feto-placentare
- U.O.C. laboratorio genetica medica
- U.O.S. genetica clinica
- U.O.S.D. centro prelievi patologie tromboemboliche

### Dipartimento interaziendale trapianti
- U.O.C. chirurgia generale e dei trapianti d'organo
- U.O.S. chirurgia trapianti di rene
- U.O.C. nefrologia, dialisi, trapianto di rene
- U.O.S. follow up trapianto di rene
- U.O.C.urologia
- U.O.C. malattie del fegato

### Dipartimento interaziendale del farmaco
- U.O.C. farmacia ospedaliera

## Università
L'azienda ospedaliera ha attivato una convenzione con l'Università La Sapienza di Roma per la formazione di infermieri, dietisti, fisioterapisti, tecnici di radiologia e di laboratorio biomedico, e per la formazione complementare post base.
Questa convenzione è iniziata nel 1996 con i diplomi universitari e prosegue con le lauree triennali dal 2001.
Corsi di laurea di I livello:
- laurea in infermieristica
- laurea in dietistica
- laurea in fisioterapia
- laurea in tecniche di laboratorio biomedico
- laurea in tecniche di radiologia medica per immagini e radioterapia

Corsi di laurea di II livello:
- laurea magistrale in scienze infermieristiche ed ostetriche

Master di I livello:
- management infermieristico per le funzioni di coordinamento

Area critica per infermieri:
- scienze tecniche applicate alla gestione dei sistemi informativi in diagnostica per immagini

Scuola di formazione per operatore socio sanitario

## Collegamenti
L'ospedale è raggiungibile tramite la seguente stazione:
|  | È raggiungibile dalla stazione di Roma Trastevere. |

|  | È raggiungibile dalla stazione di Roma Trastevere. |

|  | È raggiungibile dalla stazione di Roma Trastevere. |

Da qui (piazza Flavio Biondo) si può raggiungere l'ospedale tramite diverse linee di autobus oppure con linea tranviaria  su Circonvallazione Gianicolense.